# Ангон (зброя)

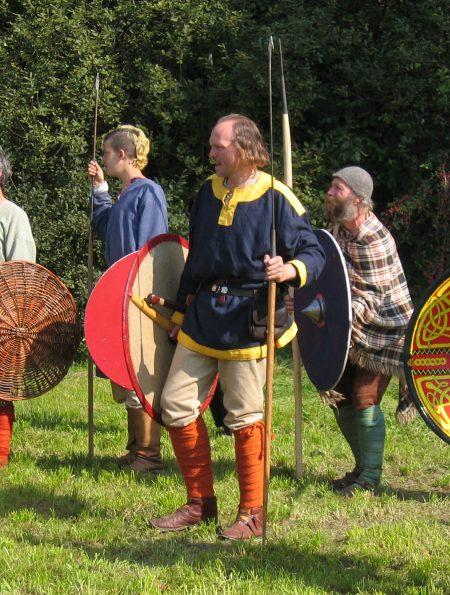
Ангон

А́нгон (давн.в-нім. ango, давн-англ. anga, грец. ἄγγων) — метальна середньовічна зброя, уживана франками, а також іншими германськими народами. Призначенням її було уповільнювати рух противника і заважати йому керувати щитом під час битви. Назва походить від германського слова зі значенням «гак», «вістря», «шип».
Ангон — вид списа: наконечник з відставленими ззаду зубцями насаджувався на дуже довге і важке древко, яке, тягнулось по землі в той час, коли наконечник впивався в щит ворога, що позбавляло або суттєво обмежувало його можливість захищатися. Якщо ж кинутий ангон потрапляв в тіло ворога, то криві вістря наконечника не дозволяли витягнути його з рани й тому ангон цілком справедливо вважався жахливою зброєю франків.
У римській армії використовували аналог цієї зброї, який звався пілум.